# Kamjanka (osiedle typu miejskiego)
Kamjanka (ukr. Кам’янка) – osiedle typu miejskiego na Ukrainie, w obwodzie zaporoskim, w rejonie połohowskim.

## Historia
Miejscowość została założona w 1782 jako słoboda w guberni Jekaterynosławska nad rzeką Kamjanką. Od nazwy rzeki wzięła się nazwa miejscowości.
W latach 1797–1926 i 1930–35 wieś nosiła nazwę Carekostiantyniwka, a w latach 1926–1930 – Persztrawnewe. W kwietniu 1935 roku nazwę miejscowości zmieniono na Kujbyszewe.
Status osiedla typu miejskiego posiada od 1957.
W 1989 liczyła 8856 mieszkańców, a w 2013 – 7321 mieszkańców.
W maju 2016 roku nazwę Kujbyszewe zmieniono na Bilmak, zaś w 2021 roku przywrócono pierwotną nazwę.
W latach 1923–2020 siedziba administracyjna rejonu.